# 世界公共网格
World Community Grid（WCG），中文译名为世界社群網格、世界共同体网格计划或世界公共网格，是由IBM公司開創的一项基于互联网的公益性分布式计算项目，開始於2004年。该项目将联合分布于世界各地的志愿者们提供的计算资源，用于一些能为全人类带来福音的大型科学研究项目。2021年9月，World Community Grid宣佈其所有權將從IBM轉移到加拿大的Krembil研究所。
World Community Grid创立之初是基于 Grid.org 的平台搭建的，之后于 2007 年开始全面迁移至開源的BOINC平台。World Community Grid在底层计算平台的基础上，为具体的计算项目提供了一个更高层次的计算平台。
截至2020年3月，World Community Grid已与452家公司和组织合作，拥有40,000多名活跃用户，总运行时间超过200万年。

## 历史
2003年，IBM支持了天花研究网格项目（Smallpox Research Grid Project），以研究天花的治疗方法。这个项目通过大规模分布式计算，从3500万种潜在药物分子中筛选对治疗天花有效的药物。项目在72小时内返回了100000个结果，并项目结束时成功筛选44种强效候选药物。受此启发，IBM于2004年11月16日宣布创建World Community Grid，目标是为处理人道主义研究而搭建技术环境。

## 目前正在進行中的項目
随着研究课题的增加，World Community Grid 逐渐发展成为一个医药、生物和环境等各种方面研究类的分布式计算平台。目前正在该平台上运行的子项目包括： 
- FightAIDS@Home 為World Community Grid啟動的第二個項目，於2005年11月21日啟動，目前已進行到第二階段。該项目主旨在于开发能够有效抵抗 HIV 病毒感染的化学药物，或者新的、更有效的治疗方法，以防止艾滋病病毒（HIV）携带者最终患上艾滋病。

- Mapping Cancer Markers 测绘癌症标记物项目，关注于临床应用——发现能被用于改善癌症的检测、诊断、预后和治疗的特定标记物组。[10][11]
- Help Stop TB 對抗結核病計畫，於2016年三月啟動，用於對抗結核病，一種已經耐藥變種的細菌所造成的疾病。 這個計畫主要針對用來保護細菌的抗酸外殼來進行計算，模擬這些分子的特性以用來了解這些分子是如何保護這些細菌。
- Smash Childhood Cancer 消滅儿童癌症[12]
- Microbiome Immunity Project 微生物免疫项目，对细菌的相关蛋白进行研究。[12]
- OpenPandemics 主要目标是寻找COVID-19的潜在治疗方法；第二个目标是创建一个开源工具包，帮助所有科学家快速寻找未来大流行的治疗方法。[13][14]

## 已經完成的項目
- OpenZika 对抗寨卡病毒[15]
- Outsmart Ebola Together 共同抗击埃博拉病毒[10]
- Human Proteome Folding–Phase 1（人類蛋白質組摺疊 – 第一階段）項目為World Community Grid啟動的第一個項目，於2004年11月16日啟動，该项目主要是用来模拟蛋白质折叠的过程，目的在于指引研究人员对於由蛋白质錯誤折叠所引起的疾病进行一系列更为深入的研究。該項目於2006年7月18日結束，並已經在Bioinformatics、The Journal of Experimental Medicine、PLoS Biology Journal、Cell等相關期刊上發表研究成果。

- Help Defeat Cancer（對抗癌症）項目於2006年6月19日啟動。該項目利用World Community Grid的集体计算能力，幫助研究人员更快速地分析大量的癌症微組織陣列样本，并使用更为广泛的生物标志和色素进行实验，提高識別的精確度和靈敏性，以同時完成多項實驗，使研究人员发现和跟踪可测量参数中细微的变化，從而促进预后线索的发现。最终目的在於可以推动癌症生物学、药物研制和治疗方案的发展。該項目於2007年4月結束，並已在Wiley InterScience、IEEE Xplore等相關期刊上發表研究成果。

- Genome Comparison（基因組比較）項目於2006年11月21日啟動。該项目的主要目标是对所有预测的蛋白质序列首次进行“穷举式”成对比较，以获得将要使用的相似性索引和标准化的基因本体论，作为说明者社群的参考存储库，以便为生物学家提供免費的数据源。該項目已於2007年7月21日結束。

- Help Cure Muscular Dystrophy - Phase １（治療肌肉萎縮症 – 第一階段）項目於2006年12月19日啟動。該项目由Décrypthon（由法國肌肉萎縮症協會(AFM)、法國國家科學研究中心(CNRS)和IBM的研究人員合作）發起，利用World Community Grid分析研究4万多种结构已知的蛋白质分子之间的相互作用，特别关注在神经肌肉疾病方面起作用的蛋白质。該項目所产生的信息数据库將可帮助研究人员设计分子以抑制或增强特定高分子的结合，希望能发现治疗肌肉萎缩症及其他神经肌肉疾病的更好方法。該項目的用戶端是使用United Devices的裝置來作運算，並未使用到BOINC。該項目已於2007年6月11日結束第一階段的運算。

- Discovering Dengue Drugs – Together（發現治療登革熱的藥物 – 齊心協力）項目於2007年8月21日啟動。該項目的任务是发现有希望对抗登革热、丙型肝炎、西尼罗河病以及黄热病等病毒的药物的线索，利用World Community Grid强大的计算能力來完成发现这些线索所需的基于结构的药物发现计算。該項目已於2009年8月11日完成第一階段的計算，並分析第一階段的結果數據以準備隨後的第二階段研究。[16]

- The Clean Energy Project（清潔能源計畫）於2008年12月5日启动，目前已進行到第二階段。清洁能源计划的任务是寻找可用于下一代太阳能电池和未来储能设备的新材料。借助 World Community Grid 的算力，研究人员可以计算数以万计有机材料的电子属性——数量远超能在实验室中测试的材料种类，并确定最有希望用于开发低成本太阳能技术的材料。[17]

- Influenza Antiviral Drug Search（搜寻抗流感病毒药物）於2009年5月5日启动。該项目的任务是找到可以阻止流感病毒传染的新药。研究上将重点关注在具有抗药性的流感病毒，以及新出现的流感病毒。其目的在於找出並确定最有可能的化合物，並将有助于加速开发能够控制季节性感冒爆发、未来感冒流行甚至大规模爆发的新疗法。該項目已於2009年10月22日完成第一階段的計算，目前正在分析第一階段的結果數據以準備將來的第二階段研究。

- Nutritious Rice for the World（全球营养水稻）項目於2008年5月12日啟動。该项目的目的是预测主要水稻品种的蛋白质结构。旨在帮助农民种植出具有更高产量、防病虫害能力更强并具有各种生物学营养物质的水稻品种，从而为饥荒问题严重地区的人民带来福音。在2010年4月13日，World Community Grid官方正式宣布全球营养水稻計畫於2010年4月6日完成全部的計算。

- Computing for Sustainable Water（永續水源計算）項目於2012年4月17日啟動，由維吉尼亞大學主持，為World Community Grid的第21個項目。此項計畫主要目的在於研究人類活動在重要分水嶺上所產生的影響，並深入關注在有助於此種重要水資源復育、健康和永續性的行動。該項目已於2012年10月17日結束。[18]

- Human Proteome Folding–Phase 2（人類蛋白質組摺疊 – 第二階段）是第一阶段的延续，於2006年6月23日啟動。这个项目的两个主要目标是：1. 获得特定人类蛋白质和病原体蛋白质更为精细的结构，2. 通过进一步开发 Rosetta 软件结构预测功能，进一步提高蛋白质结构预测的准确性。因此，该项目将並行完成两个非常重要的任务 – 一个涉及生物学领域，一个涉及生物物理学领域。

- Help Conquer Cancer（征服癌症）項目於2007年11月1日啟動。該项目的任务是改进蛋白质X射线结晶学的结果，这不仅能够帮助研究人员解释人类蛋白质组的未知部分，更重要的是还能够提高他们对癌症的产生、发展及治疗的理解。

- Help Fight Childhood Cancer（對抗儿童癌症）於2009年3月16日启动。该任务是寻找可以抑制与成神经细胞瘤（一种最常见的儿童实体瘤）关联的三种蛋白质的药物。确定这些药物后，再结合化疗，也许可以大大提高该疾病的治愈率。

- Help Cure Muscular Dystrophy - Phase 2（治療肌肉萎縮症 – 第二階段）於2009年5月12日启动。这个项目所产生的信息数据库将帮助研究人员设计分子以抑制或增强特定高分子的结合，希望能发现治疗肌肉萎缩症及其他神经肌肉疾病的更好方法。

- Discovering Dengue Drugs - Together - Phase 2（发现治疗登革热的药物－齊心協力 – 第二階段）項目於2010年2月17日啟動。該項目根據先前第一階段所發現到的可能药物線索，利用World Community Grid强大的计算能力來作篩選分析，以尋找出可以对抗登革热、丙型肝炎、西尼罗河病以及黄热病等病毒的药物。

- The Clean Energy Project（清洁能源项目）的任务是寻找可用于下一代太阳能电池以及未来储能设备的新材料。借助 World Community Grid 的强大计算能力，研究人员可以计算几十万种有机材料的电子属性（数量是可在实验室中测试的材料种类的数千倍），并确定最有希望用于开发低成本太阳能技术的材料。

- Computing for Clean Water（清水计算）項目由中國北京清華大學的“微纳力学与多学科交叉创新研究中心”(Centre for Novel Multidisciplinary Mechanics, CNMM)主持，于2010年9月21日启动。此項目任务是在分子级别更深入地从根源上研究如何使水流过新型过滤材料。通过该项目所获得的深入洞察力将指导进一步开发更高效、成本更低的水过滤设施。目前清水计算所得结果的首篇文章已经发表在主流期刊 Physical Review E（物理学评论E）上。[19]

- Drug Search for Leishmaniasis（尋找治療利什曼病的藥物）項目於2011年9月7日啟動，係利用World Community Grid强大的计算能力來分析數百萬個可能的化學物質與目標蛋白質分子間的互相作用，以尋找出可以有效治療利什曼病的藥物。

- GO Fight Against Malaria Project（對抗瘧疾）項目於2011年11月16日啟動，其任務在於尋找可能的藥物，以進一步開發出可以治療具抗藥性瘧疾的新藥。該項目藉由World Community Grid强大的计算能力來分析模擬數百萬個可能的化學物質與目標蛋白質分子間的互相作用，並預測它們減輕瘧疾症狀的能力，所篩選出來的最佳分子物質將會由科學家作進一步的試驗，以開發出能夠治療此類疾病的藥物。

- Say No to Schistosoma（向血絲蟲說再見）項目於2012年2月22日啟動，為World Community Grid的第20個項目。該項目藉由World Community Grid强大的计算能力來分析模擬數百萬個可能的化學物質與目標蛋白質分子間的互相作用，藉以尋找出最可能的藥物以有效治療血絲蟲病。
- Uncovering Genome Mysteries 揭开微生物基因组之谜，将未被研究过的微生物的基因与那些已经被研究得较为透彻的基因进行比对。基因的相似性与功能的相似性是相对应的，通过进行大量的比对，科学家能够弄清楚每一种微生物的真面目以及它们能完成的事情。[10][20]
- The Clean Energy Project - Phase 2（清潔能源計畫，於2008年12月5日启动，目前已進行到第二階段）。“清洁能源项目”的任务是寻找可用于下一代太阳能电池以及未来储能设备的新材料。借助 World Community Grid 的强大计算能力，研究人员可以计算数以万计有机材料的电子属性（数量远远超出可在实验室中测试的材料种类），并确定最有希望用于开发低成本太阳能技术的材料。

## 目前未在進行中的項目
- AfricanClimate@Home項目於2007年9月3日啟動，該項目的任务是为非洲的特定区域开发更为精确的气候模型。这项研究成果将作为理解气候在未来如何变化的基础，以便使旨在减轻气候变化负面影响的措施得以更好地实施。而利用World Community Grid巨大的计算能力可以用于理解和减少非洲气候模拟过程中的不确定性。該項目已於2008年7月時完成第一階段的計算，目前正在分析第一階段的結果數據以準備將來的第二階段研究。

## 请参阅
- 分布式计算
- 网格计算
- 分布式计算平台
- BOINC